# Celcareurăște (album)
Celcareurăște este al treilea album solo al lui Cheloo, lansat la data de 24 martie 2011 prin intermediul ziarului Gazeta Sporturilor, la casa de discuri 20CM Records.

## Lista pieselor[5]
| Nr.             | Titlu                                  | Autor(i)         | Text               | Lungime |  |
| 1.              | „Act 0”                                | Cheloo           | Markone1           | 0:45    |  |
| 2.              | „Actul 1”                              | Cheloo           | Cheloo             | 2:37    |  |
| 3.              | „Celcareurăște”                        | Cheloo           | Cheloo             | 2:44    |  |
| 4.              | „In corpore sano”                      | Cheloo și Gusti  | Cheloo             | 3:48    |  |
| 5.              | „Paranoia e mare”                      | Cheloo           | Cheloo             | 3:25    |  |
| 6.              | „Înoată sau mori”                      | Cheloo           | Cheloo             | 2:05    |  |
| 7.              | „Sau” (Feat. Ombladon și Freakadadisk) | Cheloo           | Cheloo și Ombladon | 3:31    |  |
| 8.              | „Când mă ia flama” (Feat. Markone1)    | Cheloo           | Cheloo și Markone1 | 5:26    |  |
| 9.              | „Unde se termină visele”               | Cheloo și Chioru | Cheloo             | 3:01    |  |
| 10.             | „Timp pentru mine”                     | Cheloo           | Cheloo             | 3:02    |  |
| 11.             | „Periculos” (Feat. Fritz)              | Cheloo și Chioru | Cheloo și Fritz    | 3:12    |  |
| Lungime totală: | Lungime totală:                        | Lungime totală:  | Lungime totală:    | 33:36   |  |